# Mohammed bin Rashid Al Maktoum
Mohammed bin Rashid Al Maktoum (arabiska: محمد بن راشد آل مكتوم), i USA även känd som Sheikh Mo, född 15 juli 1949 i Dubai, är Dubais emir och regent sedan 4 januari 2006 då han efterträdde sin avlidne bror Maktum ibn Rashid al Maktoum. Han är även premiärminister och vicepresident i Förenade arabemiraten. Tidigare har han bland annat haft posten som landets försvarsminister.
I sitt andra, polygama, äktenskap 2004–2019, var han gift med prinsessan Haya (född 3 maj 1974), dotter till den framlidne kung Hussein av Jordanien och halvsyster till kung Abdullah II av Jordanien.
Den 19 maj 2007 meddelade Mohammed bin Rashid Al Maktoum vid World Economic Forum i Jordanien att han donerar motsvarande omkring 70 miljarder SEK till en utbildnings- och forskningsstiftelse för Mellanöstern. Stiftelsen ska stödja utbildning och satsa på projekt i regionen som kan ge arbeten. Det sägs vara den största, kända donationen i världen hittills. Shejken har en privat förmögenhet som år 2019 uppskattades till motsvarande 40 miljarder kronor. Det gör honom till en av de allra rikaste kungligheterna. Han äger en av världens största yachter (Dubai) och över tusen galopphästar och är därmed en stor aktör inom internationell hästkapplöpning, tack vare Godolphin Stables. Han äger också Burj Khalifa vilket är världens högsta byggnad.

## Prinsessan Latifas flykt från Dubai
I mars 2018 lade Mohammed bin Rashid Al Maktoums dotter, prinsessan Latifa al Maktoum, upp ett videoklipp på Youtube där hon meddelade att hon planerade att fly från Dubai på grund av att hennes familj misshandlat henne och höll henne fången. Hon kritiserade sin far kraftfullt i videon och anklagade honom bland annat för mord. I videoklippet berättar hon att hon försökt lämna Dubai en gång tidigare, år 2002, samt att hennes syster Shamsa al Maktoum också försökt rymma år 2000, under en semesterresa till Storbritannien. Latifa lyckades fly från Dubai med hjälp av vänner men tillfångatogs sedan utanför Indiens kust och återfördes med våld till Dubai. Flera människorättsorganisationer, bland annat Human Rights Watch, har sedan engagerat sig i Latifas fall. I december 2018 publicerades bilder på prinsessan, som föreföll vara frånvarande, tillsammans med den tidigare irländska presidenten Mary Robinson.

## Prinsessan Hayas flykt från Dubai
Efter att inte ha setts till på flera månader meddelades det i juli 2019 att Mohammed bin Rashid Al Maktoums hustru prinsessan Haya flytt från Dubai till Tyskland tillsammans med parets två barn. Från Tyskland tog hon sig sedan till Storbritannien där hon sökt asyl. Prinsessan Haya har sedan ansökt om skilsmässa vid Högsta Domstolen i London, inlett en uppmärksammad vårdnadstvist om barnen samt kräver ett besöksförbud från maken.